# Тривольцио
Тривольцио (итал. Trivolzio) — коммуна в Италии, располагается в регионе Ломбардия, в провинции Павия.
Население составляет 1571 человек (2008 г.), плотность населения составляет 524 чел./км². Занимает площадь 3 км². Почтовый индекс — 27020. Телефонный код — 0382.

## Демография
Динамика населения:

## Администрация коммуны
- Официальный сайт: